# Liste der Stolpersteine in Bad Soden am Taunus
In der Liste der Stolpersteine in Bad Soden am Taunus werden die vorhandenen Gedenksteine aufgeführt, die im Rahmen des Projektes Stolpersteine des Künstlers Gunter Demnig bisher in Bad Soden verlegt worden sind.

## Verlegte Stolpersteine
| Adresse                                   | Name                     | Inschrift | Verlegedatum  | Bild | Anmerkung                                                                                         |
| ----------------------------------------- | ------------------------ | --- | ------------- | --- | ------------------------------------------------------------------------------------------------- |
| Alleestraße 24 (Standort)                 | Markus Grünebaum         | Hier wohnte Markus Grunebaum Jg. 1878 deportiert 19.10.1941 Łodz tot 12.6.1942 | 30. Aug. 2011 | | geboren am 15. August 1878 in Reckenroth abweichende Schreibweise des Nachnamens auf dem Stein    |
| Alleestraße 24 (Standort)                 | Rosa Grünebaum           | Hier wohnte Rosa Grunebaum geb. Scheuer Jg. 1877 deportiert 19.10.1941 Łodz ermordet Todesdatum unbekannt                                                                                     | 30. Aug. 2011 | | geboren am 28. Januar 1877 in Niederhofheim abweichende Schreibweise des Nachnamens auf dem Stein |
| Hasselstraße 20 (Standort)                | Bernhard Freymann        | Hier wohnte Bernhard Freymann Jg. 1885 deportiert 1941 Łodz/Litzmannstadt ermordet | 30. Mai 2014  | | geboren am 13. März 1885 in Danzig                                                                |
| Zum Quellenpark 6 (Standort)              | Dr. Max Isserlin         | Hier wohnte Dr. Max Isserlin Jg. 1874 Flucht 1938 England | 30. Mai 2014  | |                                                                                                   |
| Zum Quellenpark 6 (Standort)              | Regina Isserlin          | Hier wohnte Regina Isserlin geb. Ber Jg. 1938 Flucht 1938 England | 30. Mai 2014  | |                                                                                                   |
| Zum Quellenpark 6 (Standort)              | Bruno Isserlin           | Hier wohnte Bruno Isserlin Jg. 1912 Flucht 1933 England | 30. Mai 2014  | |                                                                                                   |
| Zum Quellenpark 6 (Standort)              | Ruth Isserlin            | Hier wohnte Ruth Isserlin Jg. 1918 Flucht 1936 England | 30. Mai 2014  | |                                                                                                   |
| Zum Quellenpark 6 (Standort)              | Mina Grünebaum           | Hier wohnte Mina Grünebaum Jg. 1881 deportiert 1941 Minsk ermordet | 30. Mai 2014  | | geboren am 19. Oktober 1881 in Bad Ems                                                            |
| Neugasse 3 (Standort)                     | Moritz Strauss           | Hier wohnte Moritz Strauss Jg. 1864 gedemütigt / entrechtet Tot 17.3.1938 Frankfurt M. | 6. Juli 2016  | |                                                                                                   |
| Neugasse 3 (Standort)                     | Wilhelm Strauss          | Hier wohnte Wilhelm Strauss Jg. 1895 Flucht 1937 USA | 6. Juli 2016  | |                                                                                                   |
| Neugasse 3 (Standort)                     | Olivia Strauss           | Hier wohnte Olivia Strauss geb. Strauss Jg. 1901 Flucht 1937 USA | 6. Juli 2016  | |                                                                                                   |
| Neugasse 3 (Standort)                     | Hannelore Regina Strauss | Hier wohnte Hannelore Regina Strauss Jg. 1929 Flucht 1937 USA | 6. Juli 2016  | |                                                                                                   |
| Neugasse 3 (Standort)                     | Karoline Strauss         | Hier wohnte Karoline Strauss geb. Goldschmidt Jg. 1869 Flucht 1939 England Flucht in den Tod 4.12.1939 London                                                                                 | 6. Juli 2016  | |                                                                                                   |
| Königsteiner Straße 39 (Standort)         | Leopold Strausser        | Hier wohnte Leopold Strausser Jg. 1879 Zwangsumzug 1938 Frankfurt gedemütigt / entrechtet Tot 11.11.1939                                                                                      | 16. Mai 2017  | |                                                                                                   |
| Königsteiner Straße 39 (Standort)         | Sophie Neuhof            | Hier wohnte Sophie Neuhof geb. Mayersohn Jg. 1855 Zwangsumzug 1938 Frankfurt gedemütigt / entrechtet Tot 20.11.1939                                                                           | 16. Mai 2017  | |                                                                                                   |
| Königsteiner Straße 39 (Standort)         | Therese Strausser        | Hier wohnte Therese Strausser geb. Neuhof Jg. 1882 Zwangsumzug 1938 Frankfurt deportiert 1941 Kowno Fort IX ermordet 25.11.1941                                                               | 16. Mai 2017  | |                                                                                                   |
| Königsteiner Straße 39 (Standort)         | Liselotte Strausser      | Hier wohnte Liselotte Strausser Jg. 1920 Flucht 1937 USA | 16. Mai 2017  | |                                                                                                   |
| Alleestraße 24 (Standort)                 | Abraham Cohn             | Hier wohnte Abraham Cohn Jg. 1867 unfreiwillig verzogen 1939 Frankfurt deportiert 1942 Theresienstadt ermordet 1.6.1943                                                                       | 16. Mai 2018  | |                                                                                                   |
| Alleestraße 24 (Standort)                 | Therese Cohn             | Hier wohnte Therese Cohn geb. Grünebaum Jg. 1880 unfreiwillig verzogen 1939 Frankfurt deportiert 1942 Theresienstadt ermordet 6.3.1944                                                        | 16. Mai 2018  | |                                                                                                   |
| Am Thermalbad 10 ()                       | Elise Maier              | Hier wohnte Else Maier geb. Scheuer Jg. 1906 unfreiwillig verzogen 1936 Frankfurt gedemütigt/entrechtet Flucht in den Tod 14.6.1942                                                           | 16. Mai 2018  | |                                                                                                   |
| Am Thermalbad 10 ()                       | Siegbert Maier           | Hier wohnte Siegbert Maier Jg. 1927 unfreiwillig verzogen 1936 Frankfurt gedemütigt/entrechtet Flucht in den Tod 14.6.1942                                                                    | 16. Mai 2018  | |                                                                                                   |
| Königsteiner Straße 99 (Standort)         | Fritz Lagemann           | Hier wohnte Fritz Lagemann Jg. 1877 im Widerstand verhaftet 1935 Gefängnis Frankfurt-Preungesheim misshandelt/gefoltert entlassen 1937                                                        | 20. Okt. 2018 | |                                                                                                   |
| Sulzbacher Straße 8 (Standort)            | Johann Malinowski        | Hier wohnte Johann Malinowski Jg. 1883 im Widerstand verhaftet 1935 Gefängnis Frankfurt-Preungesheim 1936 Börgermoor Zwangsarbeit/gefoltert krank entlassen 1937                              | 20. Okt. 2018 | |                                                                                                   |
| Talstraße 14 (Standort)                   | Israelitische Kuranstalt | Israelitische Kuranstalt Bad Soden 1889 bis 1938 In Erinnerung an die Opfer des Nationalsozialismus Patienten, Ärzte und Mitarbeiter diskriminiert, entlassen, vertrieben, verfolgt, ermordet | 10. Nov. 2020 | |                                                                                                   |
| Schwalbacher Straße 2 (Standort)          | Mina Kraft               | Hier wohnte Mina Kraft geb. Keller Jg. 1878 deportiert 1943 ermordet in Auschwitz | 4. Sep. 2021  | |                                                                                                   |
| Talstraße 1 (Standort)                    | Sara Kallner             | Hier wohnte Sara Kallner geb. Beith Jg. 1873 Flucht 1937 Palästina | 18. Mai 2022  | |                                                                                                   |
| Talstraße 1 (Standort)                    | Eva Kallner              | Hier wohnte Eva Kallner Jg. 1915 Flucht 1936 Palästina | 18. Mai 2022  | |                                                                                                   |
| Talstraße 1 (Standort)                    | Arnold Kallner           | Hier wohnte Arnold Kallner Jg. 1917 mit Hilfe Flucht 1934 Palästina | 18. Mai 2022  | |                                                                                                   |
| Zum Quellenpark 3 (Standort)              | Rebecca Kallner          | Hier wohnte Rebecca Kallner … | 18. Mai 2022  | Bild gesucht Der Benutzer GeorgDerReisende ( Diskussion ) wünscht sich an dieser Stelle ein Bild vom Ort mit diesen Koordinaten 50.14461 8.500594 . Motiv: Zum Quellenpark 3: der Stolperstein für Rebecca Kallner Falls du dabei helfen möchtest, erklärt die Anleitung , wie das geht. BW                                     |                                                                                                   |
| Talstraße 16 (Standort)                   | Elsa Nossbaum            | Hier wohnte Elsa Nossbaum Jg. 1892 Flucht 1938 Palästina | 15. Mai 2024  | Bild gesucht Der Benutzer GeorgDerReisende wünscht sich an dieser Stelle ein Bild vom Ort mit diesen Koordinaten 50.141312 8.493824 . Motiv: Talstraße 16: der Stolperstein für Elsa Nossbaum Falls du dabei helfen möchtest, erklärt die Anleitung , wie das geht. BW                                                          |                                                                                                   |
| Mendelssohn-Bartholdy-Straße 2 (Standort) | Heinrich Dosse           | Hier wohnte Heinrich Dosse Jg. 1899 im Widerstand/KPD verhaftet 1935 'Vorbereitung Hochverrat' Gefängnis Freiendiez Frankfurt-Preungesheim entlassen 1938                                     | 8. Mai 2025   | Bild gesucht Der Benutzer GeorgDerReisende ( Diskussion ) wünscht sich an dieser Stelle ein Bild vom Ort mit diesen Koordinaten 50.139216 8.505659 . Motiv: Mendelssohn-Bartholdy-Straße 2: der Stolperstein für Heinrich Dosse, die Lage und das Haus Falls du dabei helfen möchtest, erklärt die Anleitung , wie das geht. BW | [ 5 ]                                                                                             |